# Diocèse de Santísimo Salvador de Bayamo y Manzanillo
Le diocèse de Santísimo Salvador de Bayamo y Manzanillo (en latin : Dioecesis Sanctissimi Salvatoris Bayamensis-Manzanillensis ; en espagnol : Diócesis del Santísimo Salvador de Bayamo-Manzanillo) est un diocèse de l'Église catholique à Cuba, suffragant de l'archidiocèse de Santiago de Cuba.

## Territoire
Il est situé dans la province de Granma sur un territoire d'une superficie de 8 362 km2 divisé en 11 paroisses. L'évêché est dans la ville de Bayamo où se trouve la cathédrale du saint Sauveur.

## Histoire

Diocèse de Bayamo y Manzanillo

Le diocèse est érigé le 9 décembre 1995 par la constitution apostolique Venerabilis Frater de Jean-Paul II en prenant sur le territoire de l'archidiocèse de Santiago de Cuba dont Santísimo Salvador de Bayamo y Manzanillo devient le suffragant.

## Évêques
- Dionisio García Ibáñez (1995-2007)
- Álvaro Julio Beyra Luarca (es) (2007- )